# SEIKO STORY〜80's HITS COLLECTION〜
『SEIKO STORY 〜80's HITS COLLECTION〜』（セイコ・ストーリー エイティーズ・ヒッツ・コレクション）は、松田聖子の通算35枚目のベスト・アルバム。2011年12月7日発売。発売元はソニー・ミュージックダイレクト。

## 解説
1980年代の楽曲を集めたベスト・アルバム。本作収録曲は、すべて『Seiko Matsuda 1980-1995』（1997年）、『Premium Diamond Bible』（2009年）にも収録されている。
当初10月12日リリース予定が、シングル「特別な恋人」リリースも予定された11月23日に延期され、最終的に12月7日に変更された。
本作より松田聖子のSony Records音源の発売元がソニー・ミュージックダイレクトに変更される。全曲解説付オールカラー・ブックレット。
ジャケットはアルバム『Strawberry Time』写真を加工。レーベルはレコード盤面を印刷。通常のプレーヤーで高音質に再生できるブルースペックCDを採用している。
2012年3月14日、同内容のオリジナルカラオケCDが発売（ジャケットなどは流用）。

## 収録曲

### Disc 1
1. 裸足の季節
1stシングル。
2. 青い珊瑚礁
2ndシングル。
3. SQUALL
『SQUALL』収録曲。
4. 風は秋色
3rdシングル。
5. Eighteen
3rdシングル。
6. Only My Love
『North Wind』収録曲。
7. チェリーブラッサム
4thシングル。
8. 夏の扉
5thシングル。
9. 白いパラソル
6thシングル。
10. 風立ちぬ
7thシングル。
11. 赤いスイートピー
8thシングル。
12. 制服
「赤いスイートピー」B面。
13. 渚のバルコニー
9thシングル。
14. 小麦色のマーメイド
10thシングル。
15. 野ばらのエチュード
11thシングル。
16. 未来の花嫁
『Candy』収録曲。
17. 真冬の恋人たち
『Candy』収録曲。
18. 秘密の花園
12thシングル。
19. マイアミ午前5時
『ユートピア』収録曲。
20. セイシェルの夕陽
『ユートピア』収録曲。

### Disc 2
1. 天国のキッス
13thシングル。
2. ガラスの林檎
14thシングル。
3. SWEET MEMORIES
14thシングル。
4. 瞳はダイアモンド
15thシングル。
5. 蒼いフォトグラフ
15thシングル。
6. Rock'n Rouge
16thシングル。
7. 時間の国のアリス
17thシングル。
8. ピンクのモーツァルト
18thシングル。
9. ハートのイアリング
19thシングル。
10. 天使のウィンク
20thシングル。
11. ボーイの季節
21stシングル。
12. 瑠璃色の地球
『SUPREME』収録曲。
13. Strawberry Time
23rdシングル。
14. Pearl-White Eve
24thシングル。
15. Marrakech〜マラケッシュ〜
25thシングル。
16. 抱いて…
『Citron』収録曲。
17. 旅立ちはフリージア
26thシングル。
18. Precious Heart
27thシングル。